# 2018-as olasz labdarúgókupa-döntő
A 2018-as olasz labdarúgókupa-döntő a 71. döntő a Coppa Italia történetében. A mérkőzést a Olimpiai Stadionban, Rómában rendezték 2018. május 9-én. A két részvevő a Juventus és a AC Milan volt.
A Juventus a második félidőben négy gólt szerezve 4-0-s győzelmet aratott, sorozatban negyedik, összességében tizenharmadik kupagyőzelmét szerezve. Ez volt az ötödik alkalommal, hogy ez a két csapat játszotta a kupadöntőt, a Juventus 1942-ben, 1990-ben és 2016-ban, az AC Milan 1973-ban tudott győzni.

## Út a döntőbe
| Juventus | Juventus                             | Forduló                          | Milan          | Milan                                                         |
| -------- | ------------------------------------ | -------------------------------- | -------------- | ------------------------------------------------------------- |
| Ellenfél | Végeredmény                          | 2017–2018-as olasz labdarúgókupa | Ellenfél       | Végeredmény                                                   |
| Genoa    | 2–0 (H)                              | A legjobb nyolc közé jutásért    | Hellas Verona  | 3–0 (H)                                                       |
| Torino   | 2–0 (H)                              | Negyeddöntő                      | Internazionale | 1–0 (h.u) (H)                                                 |
| Atalanta | 1–0 (H), 1–0 (V) (összesítésben 2–0) | Elődöntő                         | Lazio          | 0–0 (H), 0–0 h.u (V) (összesítésben 0–0, tizenegyesekkel 5–4) |

## A mérkőzés

### Részletek
| 2018. május 9. 21:00 |

| Juventus                                              | 4–0               | AC Milan |
| ----------------------------------------------------- | ----------------- | -------- |
| Benatija 56', 64' Douglas Costa 61' Kalinić 76' (ög.) | (0–0) Jegyzőkönyv |          |

| Olimpiai Stadion, Róma Nézőszám: 66 400 Játékvezető: Antonio Damato |

| Juventus | Milan |

| GK                   | 1  | Gianluigi Buffon (c)  |     |     |
| RB                   | 7  | Juan Cuadrado         |     |     |
| CB                   | 15 | Andrea Barzagli       |     |     |
| CB                   | 4  | Mehdi Benatija        |     |     |
| LB                   | 22 | Kwadwo Asamoah        |     |     |
| CM                   | 6  | Sami Khedira          |     |     |
| CM                   | 5  | Miralem Pjanić        |     | 87' |
| CM                   | 14 | Blaise Matuidi        |     |     |
| RW                   | 10 | Paulo Dybala          |     | 83' |
| LW                   | 11 | Douglas Costa         | 62' | 73' |
| CF                   | 17 | Mario Mandžukić       |     |     |
| Cserék:              |    |                       |     |     |
| GK                   | 16 | Carlo Pinsoglio       |     |     |
| GK                   | 23 | Wojciech Szczęsny     |     |     |
| DF                   | 2  | Mattia De Sciglio     |     |     |
| DF                   | 12 | Alex Sandro           |     |     |
| DF                   | 21 | Benedikt Höwedes      |     |     |
| DF                   | 24 | Daniele Rugani        |     |     |
| DF                   | 26 | Stephan Lichtsteiner  |     |     |
| MF                   | 8  | Claudio Marchisio     |     | 87' |
| MF                   | 27 | Stefano Sturaro       |     |     |
| MF                   | 30 | Rodrigo Bentancur     |     |     |
| FW                   | 9  | Gonzalo Higuaín       |     | 83' |
| FW                   | 33 | Federico Bernardeschi |     | 73' |
| Vezetőedző:          |    |                       |     |     |
| Massimiliano Allegri |    |                       |     |     |

| GK              | 99 | Gianluigi Donnarumma |     |     |
| RB              | 2  | Davide Calabria      | 73' |     |
| CB              | 19 | Leonardo Bonucci (c) |     |     |
| CB              | 13 | Alessio Romagnoli    |     |     |
| LB              | 68 | Ricardo Rodríguez    |     |     |
| CM              | 79 | Franck Kessié        |     |     |
| CM              | 73 | Manuel Locatelli     |     | 80' |
| CM              | 5  | Giacomo Bonaventura  |     |     |
| RW              | 8  | Suso                 |     | 67' |
| CF              | 63 | Patrick Cutrone      |     | 62' |
| LW              | 10 | Hakan Çalhanoğlu     |     |     |
| Cserék:         |    |                      |     |     |
| GK              | 30 | Marco Storari        |     |     |
| GK              | 90 | Antonio Donnarumma   |     |     |
| DF              | 17 | Cristián Zapata      |     |     |
| DF              | 20 | Ignazio Abate        |     |     |
| DF              | 22 | Mateo Musacchio      |     |     |
| DF              | 31 | Luca Antonelli       |     |     |
| MF              | 4  | José Mauri           |     |     |
| MF              | 18 | Riccardo Montolivo   |     | 80' |
| MF              | 21 | Lucas Biglia         |     |     |
| FW              | 7  | Nikola Kalinić       |     | 62' |
| FW              | 9  | André Silva          |     |     |
| FW              | 11 | Fabio Borini         |     | 67' |
| Vezetőedző:     |    |                      |     |     |
| Gennaro Gattuso |    |                      |     |     |

| Asszisztensek: Riccardo Di Fiore Giulio Dobosz Ötödik játékvezető: Marco Guida Tartalék játékvezető: Fabrizio Posado Videóasszisztens: Massimiliano Irrati | Szabályok - 90 perc játékidő. - 30 perc hosszabbítás döntetlen esetén. - Ha ezt követően sincs döntés, akkor tizenegyesek következnek. - Tizenkét csere nevezhető, három becserélhető. |